# Kappa1 Boötis
Kappa1 Boötis (17 Boötis) é uma estrela na direção da constelação de Boötes. Possui uma ascensão reta de 14h 13m 27.75s e uma declinação de +51° 47′ 16.4″. Sua magnitude aparente é igual a 6.62. Considerando sua distância de 196 anos-luz em relação à Terra, sua magnitude absoluta é igual a 2.73. Pertence à classe espectral F1V. É componente do sistema kappa Boötis.